# 德爾頓 (密歇根州)
德爾頓（英語：Delton）是位於美國密歇根州巴里縣的一個普查規定居民點。

## 人口
根據2020年美國人口普查的數據，德爾頓的面積為6.61平方千米，當中陸地面積為5.74平方千米，而水域面積為0.87平方千米。當地共有人口854人，而人口密度為每平方千米129.2人。